# Lonely Won't Leave Me Alone
Lonely Won't Leave Me Alone是傑曼·傑克森、大卫·福斯特、汤姆·卡恩、凯西·韦克菲尔德合写的歌曲。歌曲1986年由杰克逊演唱，1987年由格伦·梅德罗斯翻唱。

## 版本
Lonely Won't Leave Me Alone由傑曼·傑克森1986年演唱。歌曲是其第11张录音室专辑《Precious Moments》的第2张单曲，也是他的第23张单曲。
1987年，美国流行歌手格伦·梅德罗斯演唱了该曲目。歌曲为其个人同名专辑的第二张单曲。1988年1月30日，歌曲登上Billboard Hot 100的第67名。
1987年，香港歌手林子祥以粤语翻唱此曲，题为“千亿个夜晚”，收录于同名专辑中。1992年，林子祥又以国语翻唱歌曲，收录于专辑《這樣愛過你》中。